# Canabaldo

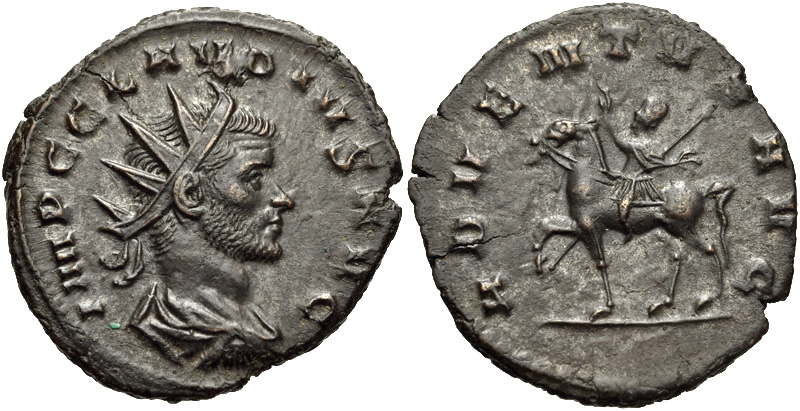
Antoniniano de r.

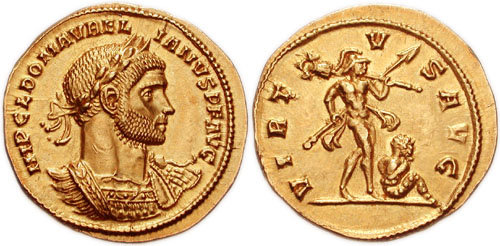
Áureo de Aureliano r.

Canabaldo (em latim: Cannabaudes) ou Canabas (Cannabas; m. 271) foi um líder do século III da tribo gótica dos tervíngios, que morreu em uma batalha contra o imperador romano Aureliano (r. 270–275). A forma alternativa de seu nome, Canabas, é assumida por Herwig Wolfram como uma cacografia do nome Canabaldo, para fazê-lo soar como cannabis.

## História
No século III, muitos germânicos invadiram o Império Romano e saquearam as regiões fronteiriças. Durante o reinado de Cláudio II (r. 268–270), as províncias da Panônia Inferior e Dalmácia foram ameaçadas pelos godos que viriam a ser derrotados decisivamente na Batalha de Naísso. Apesar disso, durante o reinado de Aureliano (r. 270–275), o antigo mestre da cavalaria de Cláudio II, uma invasão gótica em 270 devastou as províncias do Danúbio Inferior e saqueou as cidades de Anquíalo e Nicópolis.
Durante sua marcha ao Oriente para reintegrar o Império de Palmira ao Império Romano em 271, Aureliano expulsou os invasores e seguiu-os ao Danúbio. Na batalha resultante, Canabaldo foi capturado e morto e cerca de 5 000 dos seus soldados pereceram. Em decorrência da vitória, Aureliano recebeu o título de Gótico Máximo. Em seu triunfo após sua vitória sobre o Império de Palmira, ele levou consigo mulheres góticas, trajadas como amazonas, que foram carregadas por quatro veados posteriormente sacrificados no Monte Capitolino em honra a Júpiter Ótimo Máximo
Quão poderoso Canabaldo era, não é certo. Enquanto alguns estudiosos chamam-o de rei dos godos, outros acreditam que era apenas um líder mais poderoso dentre muitos. A única fonte antiga a mencionar seu nome é a História Augusta, que não é vista como plenamente confiável. No entanto, Canabaldo é visto como uma personagem histórica. Alguns historiadores tentam identificá-lo com Cniva, o líder gótico que derrotou e matou o imperador Décio (r. 249–251) na Batalha de Abrito 20 anos antes, enquanto outros especulam que ele seria filho desse último.